# 女子圣学院短期大学
女子圣学院短期大学（日语：／ Joshi-Seigakuin Tanki Daigaku *）是过去一所位于日本埼玉县上尾市的私立短期大学。

## 概要

### 简介
- 学校最早可以追溯到1905年[1][2]。短期大学为于1967年开办[2]、由学校法人圣学院经营、来源于美国人传教士创立的女子圣学院神学部、由于教育的基础是新教。招生到1997年、停办于2001年[3]。

### 历史
- 1967年 女子圣学院短期大学成立并同时设置一个学科即英文科[2]。
- 1968年 日文科成立[2]。
- 1975年 儿童教育学科成立（分离为两个专攻、以下列举）[2]。
  - 初等教育专攻[注 2]
  - 幼儿教育专攻[注 2]
- 1997年 招生最后、次年停止招生（正式停办于2001年3月30日[3]）。

## 学校环境
- 校区：在了埼玉县上尾市[注 1]

## 历任校长
- 小田信人：第一代短期大学校长[4]。

## 组织

### 学科
- 英文科
- 日文科
- 儿童教育学科[注 2]
  - 初等教育专攻[注 2]
  - 幼儿教育专攻[注 2]

### 专科
| - 没有 |

### 业余课程
| - 没有 |

### 附属学校
- 幼儿园：前女子圣学院短期大学附属幼儿园成立于1978年[2]

## 相关链接
- 日本短期大学列表